# The Stepfather
The Stepfather is een Amerikaanse horrorfilm uit 2009 onder regie van Nelson McCormick. De film is een remake van de gelijknamige film uit 1987.

## Verhaal
Michael Harding keert terug van de militaire academie en ontdekt dat er thuis enkele veranderingen hebben plaatsgevonden. Zijn moeder Susan is gelukkig met David Harris, een ogenschijnlijk perfecte vader en echtgenoot. Iedereen is dol op hem, behalve Michael, hij vermoedt dat de man niet is wie hij lijkt. Met behulp van zijn vriendin Kelly, biologische vader Jay en Susans vriendinnen Jackie en Leah ontdekt hij langzamerhand de schokkende waarheid over David. De film begint als mensen die zich in Davids mysterieuze verleden verdiepen plotseling verdwijnen.
Michael is ervan overtuigd dat zijn stiefvader achter deze mysterieuze verdwijningen zit, maar kan dit niet bewijzen. Als hij zijn vaders lichaam in de kelder vindt, realiseert hij zich dat niemand meer veilig is. Hij is vastberaden om zijn vrienden en familie te beschermen tegen David en begint een gevecht. Hierbij vallen ze allebei van het dak en zijn ze buiten bewustzijn. Nadat hij uit zijn coma is ontwaakt, vertellen zijn moeder en Kelly aan Michael dat David er niet meer was toen de politie aankwam bij het huis.

## Rolbezetting
| Acteur             | Personage       |
| ------------------ | --------------- |
| Penn Badgley       | Michael Harding |
| Dylan Walsh        | David Harris    |
| Amber Heard        | Kelly Porter    |
| Sela Ward          | Susan Harding   |
| Sherry Stringfield | Leah            |
| Paige Turco        | Jackie Kerns    |
| Jon Tenney         | Jay Harding     |